# Dynatoi
I dynatoi (in greco: δυνατοί, sing. in greco Δυνατός?, Dynatos "il potente") erano un termine giuridico dell'Impero bizantino che indicava le persone più importanti, facenti parte della classe sociale civile, militare ed ecclesiastica (compresi i monaci), che di solito, ma non sempre, detenevano anche considerevoli fortune e proprietà terriere. Sebbene tali posizioni non fossero di solito ereditarie, tra la fine del X e l'inizio dell'XI secolo cominciarono a essere monopolizzate da un numero limitato di famiglie che, verso la metà dell'XI secolo, formarono un'aristocrazia ereditaria.
Sebbene l'esatta composizione della classe dei dynatoi sia stata oggetto di un notevole dibattito tra gli studiosi (cfr. Lemerle), in termini economici essa comprendeva i ricchi proprietari terrieri in contrapposizione ai medi e piccoli proprietari terrieri, i penetes (πένητες). I primi erano di solito membri di famiglie militari, che avevano potuto usare la loro influenza per accaparrarsi le vaste terre abbandonate, soprattutto in Asia Minore, a seguito delle invasioni del VII e VIII secolo. Con la ripresa della forza militare dell'Impero a partire dal IX secolo, queste terre tornarono a essere redditizie e cominciarono a comparire importanti famiglie di magnati provinciali. Tra i principali esempi vi sono i Foca e i Malini, che all'inizio e alla metà del X secolo quasi monopolizzarono le alte cariche amministrative e militari in Asia Minore. I dynatoi erano in grado di usare la loro forza politica e finanziaria per arricchirsi a spese dei penetes, che fino a quel momento avevano costituito il pilastro principale della società e dell'economia bizantina. Di conseguenza, diversi imperatori, da Romano I Lecapeno (regno 920-944) a Basilio II (r. 976-1025), emanarono una legislazione agraria per contrastare le attività dei dynatoi, e per impedire la loro acquisizione degli stratiotika ktemata, le terre destinate al mantenimento degli eserciti dei thema. Basilio II, in particolare, si preoccupò di controllare i dynatoi attraverso l'imposizione della tassa allelengyon ("garanzia reciproca"), che li rendeva responsabili del pagamento delle tasse dei loro vicini più poveri.
Tutti questi sforzi fallirono a causa dell'ascesa al potere dell'aristocrazia provinciale, rappresentata dalla dinastia Comnena: nel XII secolo, i grandi latifundia si diffusero in tutta la campagna a scapito delle comunità più piccole. L'influenza dei dynatoi raggiunse il suo apogeo nel periodo paleologo (1261-1453), e fu segnata da un concomitante declino dell'autorità del governo statale centrale.